# بورشاگ
بورشاگ (به لاتین: Burshag) یک منطقهٔ مسکونی در روسیه است که در شهرستان آگولسکی واقع شده‌است.